# Ray Richmond
Ray Richmond est un critique et journaliste américain né le 19 octobre 1957 à Whittier en Californie. Il est mondialement syndiqué et spécialisé dans les divertissements et les médias. Il a travaillé pour divers titres de presse ainsi qu'en tant que scénariste pour le cinéma et la télévision, journaliste et critique de télévision, ainsi que pour toutes sortes de publications comprenant Los Angeles Daily News, Variety, Orange County Register, Los Angeles Herald Examiner, Deadline Hollywood, Los Angeles Magazine, Buzz, The Hollywood Reporter, Los Angeles Times, New Times Los Angeles, Directors Guild of America Magazine et Penthouse.

## Œuvres
- (en) Ray Richmond et Trey Parker, South Park: A Stickyforms Adventure!, Simon & Schuster, 1998, 24 p. (ISBN 9780671025991).
- (en) TV Moms: An Illustrated Guide, Université Cornell, TV Books, 2000, 191 p. (ISBN 9781575001302).
- (en) This Is Jeopardy!: Celebrating America's Favorite Quiz Show, Barnes & Noble, 2004, 240 p. (ISBN 9780760753743).
- (en) Matt Groening, Ray Richmond et Antonia Coffman, The Simpsons: A Complete Guide to Our Favorite Family, HarperCollins, 2006, 249 p. (ISBN 9780007234059).
- (en) William Sanderson et Ray Richmond, Yes, I'm That Guy: The Rough-And-Tumble Life of a Character Actor, Bookbaby, 2019, 292 p. (ISBN 9781543969122).